# 明王院 (吉野川市)

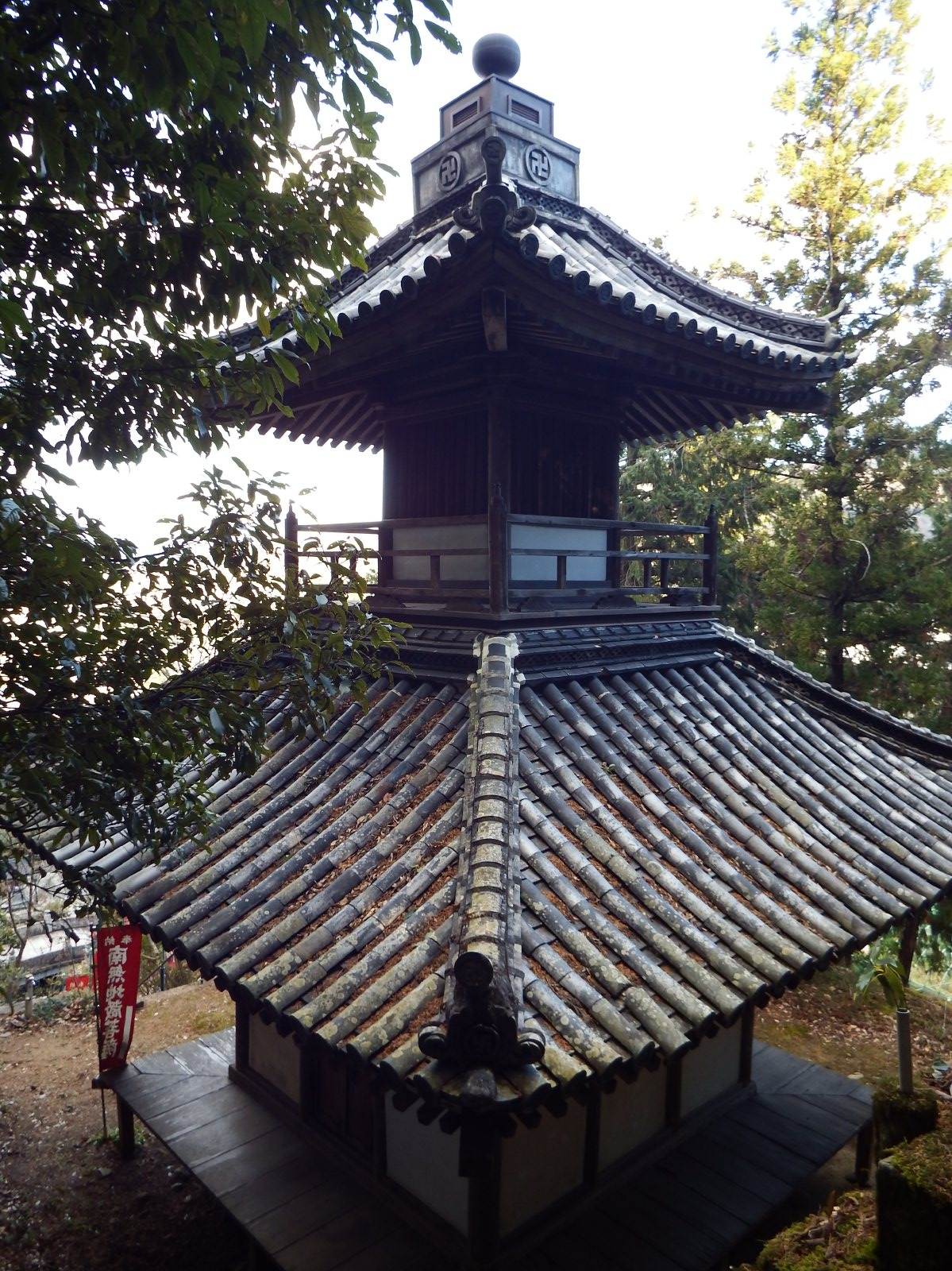
多宝塔

明王院（みょうおういん）は徳島県吉野川市山川町にある高野山真言宗の寺院。本尊は不動明王で通称「川田不動」。四国三十六不動霊場第9番の札所になっている。
- 御詠歌：ありがたや 高越（こうつ）の里の不動尊 詣（まい）れる人を たすけたまえや

## 歴史
空海が四国巡錫の折、高越山に立ち寄り開基したと伝えられる。1574年（天正2年）要全大徳師を中興の祖とし伽藍を整備し、大聖不動明王法を修して不動明王と毘沙門天を勧請した。
1853年（安政5年）には第18世快龍上人が本堂を建立する。その本堂が老朽化により1996年（平成8年）に再建する。また明王院の近くには井田神社が鎮座している。

## 伽藍
- 石柱門
- 本堂
- 大師堂
- 多宝塔：弘法大師作と伝えられる六地蔵尊が本尊で、蜂須賀公が戦勝祈願に参拝した時に目が動いたので別名「目ひき地蔵」と云われる。
- 閻魔堂
- 鐘楼
- 駐車場：大型バスは徳島県道249号井上川田線入口（徒歩250 m）、マイクロバス以下は境内門前、無料。

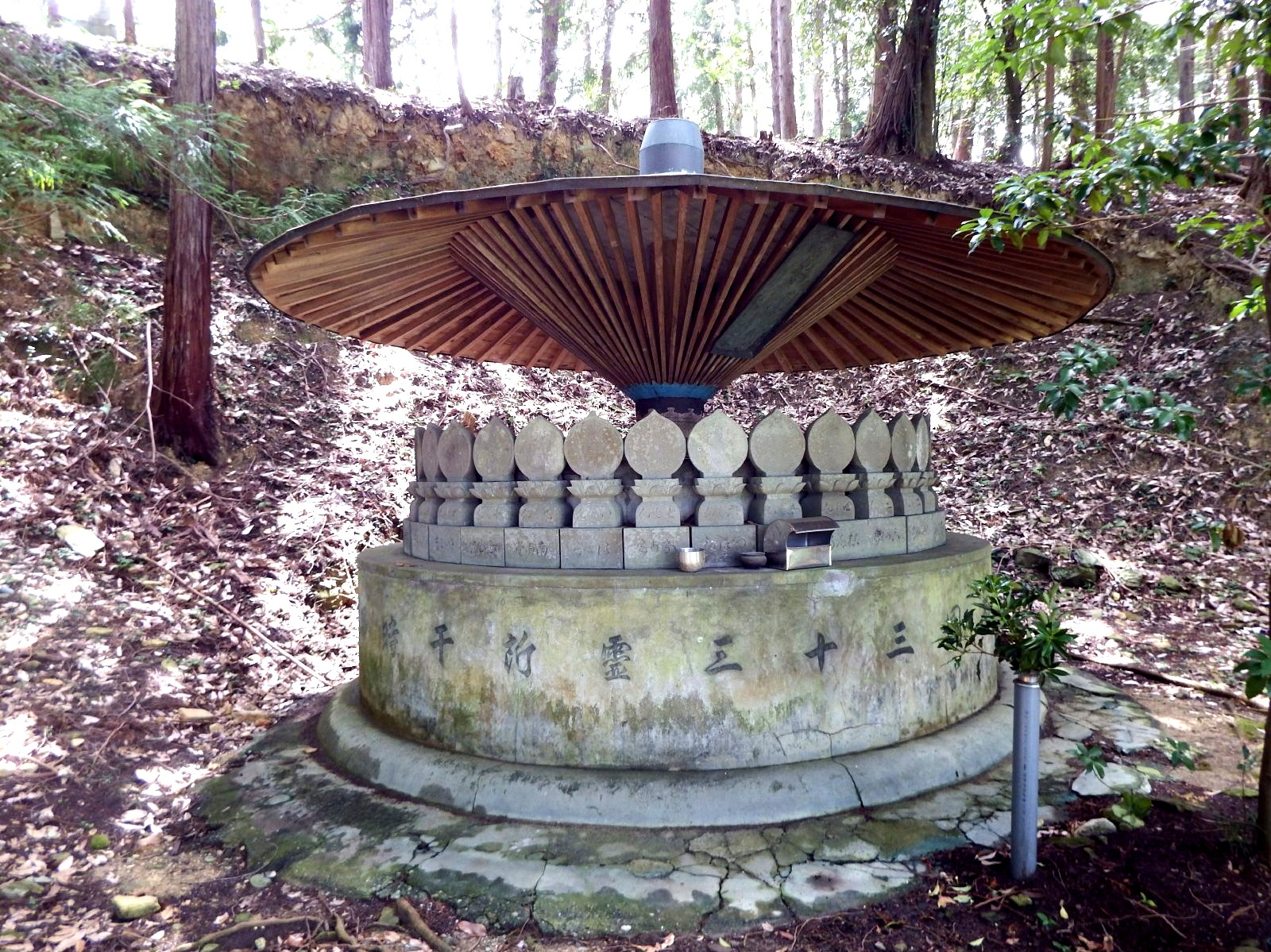
西国三十三霊所

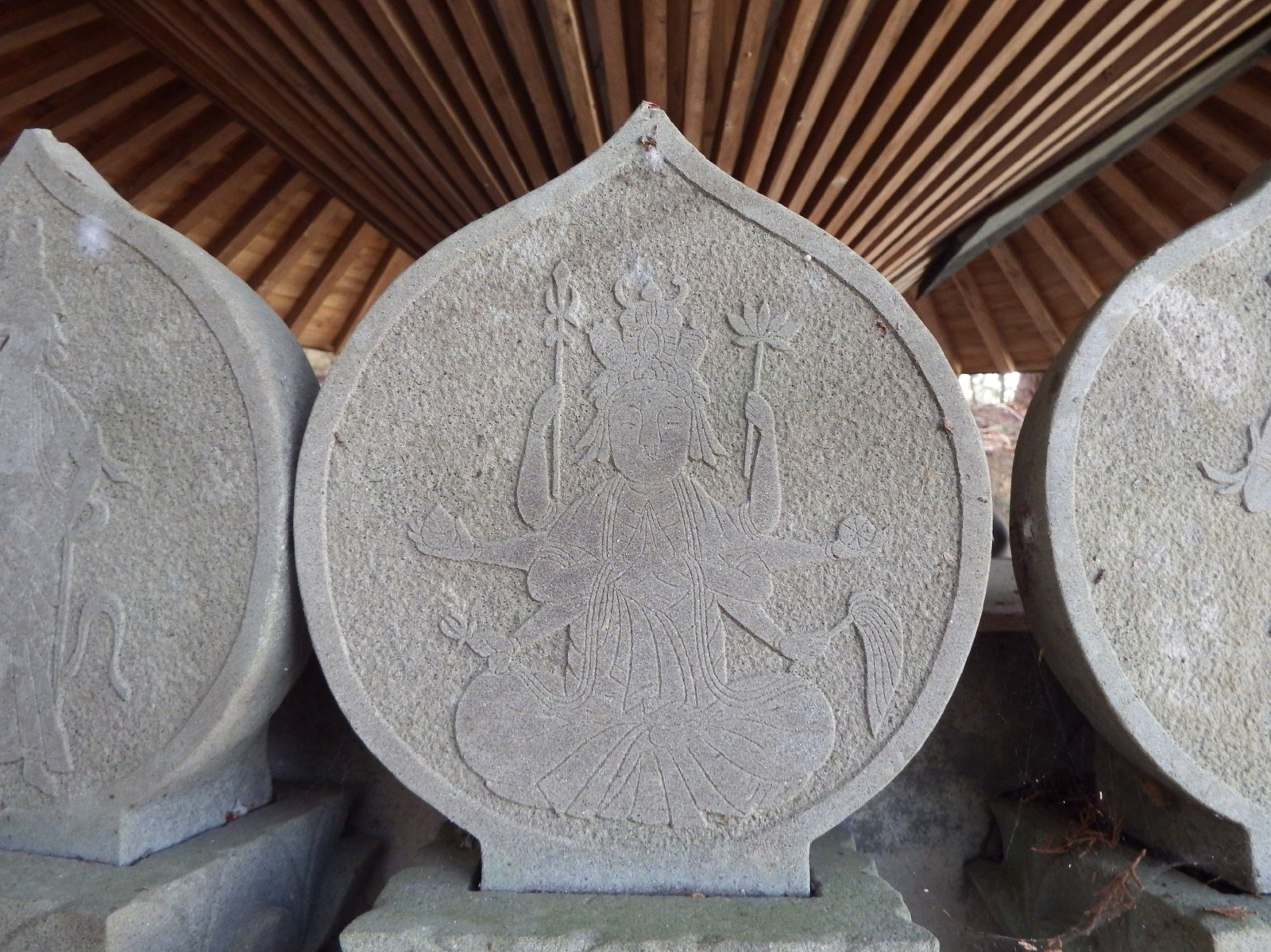
傘守観音

- 高越山登山口：いくつかある登山口の一つが境内左側にあり、約4時間で高越寺に至る。なお、約0.1 km登ったところに西国三十三所の写しが円形になったものがあり「傘守観音」（昭和6年建立）で線画で描かれている。

## 交通
鉄道
四国旅客鉄道（JR四国） 徳島線 - 阿波山川駅より2.5 km

## 前後の札所
四国三十六不動霊場
8番 長禅寺 --(21 km車40分)-- 9番 明王院 --(24 km車60分)-- 10番 東禅寺